# T.O.T.S. – Tollas Osztag Transzfer Szolgálat
A T.O.T.S. – Tollas Osztag Transzfer Szolgálat (eredeti cím: T.O.T.S.) 2019-től vetített amerikai 3D-s számítógépes animációs kalandsorozat, amelyet Travis Braun alkotott.
Amerikában 2019. június 14-én mutatta be a Disney Junior. Magyarországon még nem mutatták be, de külföldön elérhető magyar szinkronnal a Disney+-on.
2019 februárban berendelték a  második évadot. 2020. augusztus 5-én a harmadik évad rendelték be.

## Cselekmény
Pipi és Frédi a T.O.T.S. (Tollas Osztag Transzfer Szolgálat) két kiképzés alatt álló szállítómadara. A T.O.T.S. egy olyan hely, ahol a kisállatokat ápolják, mielőtt a családjukhoz szállítanák őket.
Amikor a kicsik készen állnak a szállításra, egy olyan ládába helyezik őket, amelynek színes szélei jelzik a kicsik nemét: kék (hím) vagy rózsaszín (nőstény). Amikor a bébi a családjához érkezik, Pipi és Frédi, mint minden szülőmadár, a megerősítés érdekében lefényképezi a családot a FlyPad számítógépes táblagéppel.
A babák világra hozatala mellett Pipi és Frédi a többi szülő gólyával együtt Kaci és Csőrikán kapitány irányításával megtanulnak problémákat is megoldani.

## Szereplők

### Főszereplők
| Szereplő          | Eredeti hang                                          | Magyar hang     | Leírás                                                                                   |
| ----------------- | ----------------------------------------------------- | --------------- | ---------------------------------------------------------------------------------------- |
| Pipi              | Jet Jurgensmeyer(1–2. évad) Tucker Chandler (3. évad) | Tóth Csanád     | Fiatal Adélie-pingvin, aki Frédi navigátora.                                             |
| Frédi             | Christian J. Simon                                    | Vass Torda      | Közönséges flamingó, Pipi társa.                                                         |
| Csőrikán kapitány | Vanessa Williams                                      | Sági Tímea      | Pelikán, aki a T.O.T.S. vezetője. Mia-nak az anyja.                                      |
| Kaci              | Megan Hilty                                           | Hegedűs Johanna | Tizenéves koala, aki a T.O.T.S.-nál dolgozik, és aki a csecsemőkre vigyáz a bölcsődében. |

### Mellékszereplők
| Szereplő       | Eredeti hang      | Magyar hang           | Leírás |
| -------------- | ----------------- | --------------------- | --- |
| Bodhi          | Parvesh Cheena    | Németh Attila István  | Bizonytalan gólyaszállító a legnagyobb szárnyakkal a T.O.T.S.-nál.                                                                      |
| Éva            | Melanie Minichino | Pap Katalin           | A T.O.T.S.-nál az utcán beszélő gólyakihordó nő.                                                                                        |
| JP             | Henri Lubatti     | Kisfalusi Lehel       | Büszke gólyakihordó a T.O.T.S.-nél, aki francia akcentussal beszél.                                                                     |
| Paulie         | Dee Bradley Baker | Szokol Péter          | papagáj, aki a T.O.T.S. légiforgalmi irányítója, és gyakran kétszer mondja ki a mondatait..                                             |
| Kopáncs úr     | Eric Bauza        | Csuha Lajos           | Vörösfejű küllő, aki a T.O.T.S. gondnoka. Néha olyan találmányokat ad Pipinek és Frédinek, amelyek megoldást jelentenek a problémáikra. |
| Mia            | Charlie Townsend  | Bak Julianna          | Cica, aki Csőrikán kapitány örökbefogadott lánya.                                                                                       |
| Lucky          | Alessandra Perez  | Simon Barnabás        | Tacskó kölyökkutya, aki szeret pajkoskodni, és J.P. örökbefogadott fia.                                                                 |
| Ms. Trunklebee | Kari Wahlgren     | Csonka Anikó          | Ázsiai elefánt, aki az Égi Iskola tanára.                                                                                               |
| Wyatt          | Remy Edgerly      | Holló-Zsadányi Norman | Kék bálna borjú. |

### Magyar változat
- Bemondó: Schmidt Andrea
- Magyar szöveg: Liszkay Szilvia
- Dalszöveg: Cseh Dávid Péter
- Hangmérnök és vágó: Regenye András
- Gyártásvezető: Rába Ildikó
- Zenei rendező: Császár Bíró Szabolcs
- Szinkronrendező: Sánta Annamária
- Produkciós vezető: Orosz Katalin

A szinkront az Iyuno Hungary készítette.

## Évados áttekintés
| Évad | Évad | Epizódok | Eredeti sugárzás  | Eredeti sugárzás | Magyar sugárzás | Magyar sugárzás |
| Évad | Évad | Epizódok | Évadpremier       | Évadfinálé       | Évadpremier     | Évadfinálé      |
| ---- | ---- | -------- | ----------------- | ---------------- | --------------- | --------------- |
|      | 1    | 25       | 2019. június 14.  | 2020. július 10. | N/A             | N/A             |
|      | 2    | 25       | 2020. augusztus 7 | 2021. június 18. | N/A             | N/A             |
|      | 3    | 25       | 2021. július 9.   | 2022. június 10. | N/A             | N/A             |

## Epizódok

### 1. évad
| Sor. | Év. | Eredeti cím                  | Magyar cím | Rendezte       | Írta                         | Eredeti premier      | Magyar premier |
| ---- | --- | ---------------------------- | ---------- | -------------- | ---------------------------- | -------------------- | -------------- |
| 1.   | 1.  | You've Gotta Be Kitten Me    |            | Chris Gilligan | Travis Braun                 | 2019. június 14.     |                |
| 1.   | 1.  | Whale, Hello There           |            | Chris Gilligan | Travis Braun                 | 2019. június 14.     |                |
| 2.   | 2.  | Panda Excess                 |            | Chris Gilligan | Travis Braun                 | 2019. június 14.     |                |
| 2.   | 2.  | A Stinky Situation           |            | Chris Gilligan | Guy Toubes                   | 2019. június 14.     |                |
| 3.   | 3.  | Cheetah Chase                |            | Chris Gilligan | Travis Braun                 | 2019. június 21.     |                |
| 3.   | 3.  | Training Daze                |            | Chris Gilligan | Rick Suvalle                 | 2019. június 21.     |                |
| 4.   | 4.  | Nursery Schooling            |            | Chris Gilligan | Guy Toubes                   | 2019. június 28.     |                |
| 4.   | 4.  | Bunny Bunanza                |            | Chris Gilligan | Amy Keating Rogers           | 2019. június 28.     |                |
| 5.   | 5.  | The Purrfect Little Helper   |            | Chris Gilligan | Travis Braun                 | 2019. július 5.      |                |
| 5.   | 5.  | The Colorful Chameleon       |            | Chris Gilligan | Rick Suvalle                 | 2019. július 5.      |                |
| 6.   | 6.  | Stripe Out                   |            | Chris Gilligan | Rick Suvalle                 | 2019. július 12.     |                |
| 6.   | 6.  | A Splashy Delivery           |            | Chris Gilligan | Amy Keating Rogers           | 2019. július 12.     |                |
| 7.   | 7.  | Night Flight                 |            | Chris Gilligan | Amy Keating Rogers           | 2019. július 19.     |                |
| 7.   | 7.  | Slippery When Wet            |            | Chris Gilligan | Brandon Violette             | 2019. július 19.     |                |
| 8.   | 8.  | Hiccup Hazard                |            | Chris Gilligan | Brandon Violette             | 2019. július 26.     |                |
| 8.   | 8.  | The Great Robot Race         |            | Chris Gilligan | Rick Suvalle                 | 2019. július 26.     |                |
| 9.   | 9.  | Back to Cool                 |            | Chris Gilligan | Rick Suvalle                 | 2019. augusztus 2.   |                |
| 9.   | 9.  | Baby Breakdown               |            | Chris Gilligan | Becky Friedman               | 2019. augusztus 2.   |                |
| 10.  | 10. | Lost Lovey                   |            | Chris Gilligan | Jennifer Hamburg             | 2019. augusztus 9.   |                |
| 10.  | 10. | Diggity Dog                  |            | Chris Gilligan | Rick Suvalle                 | 2019. augusztus 9.   |                |
| 11.  | 11. | Temple of the Tiger          |            | Chris Gilligan | Guy Toubes                   | 2019. augusztus 16.  |                |
| 11.  | 11. | The Gift-Mazing Birthday     |            | Chris Gilligan | Rick Suvalle                 | 2019. augusztus 16.  |                |
| 12.  | 12. | Like Cats and Dogs           |            | Chris Gilligan | Amy Keating Rogers           | 2019. augusztus 23.  |                |
| 12.  | 12. | The Bouncy Bouncy Baby       |            | Chris Gilligan | Amy Keating Rogers           | 2019. augusztus 23.  |                |
| 13.  | 13. | For Lion Out Loud            |            | Chris Gilligan | Rick Suvalle                 | 2019. szeptember 13. |                |
| 13.  | 13. | Porcupine Panic              |            | Chris Gilligan | Brandon Violette             | 2019. szeptember 13. |                |
| 14.  | 14. | The Fearful Flier            |            | Chris Gilligan | Becky Friedman               | 2019. szeptember 27. |                |
| 14.  | 14. | Lend Me Your Paw             |            | Chris Gilligan | Travis Braun                 | 2019. szeptember 27. |                |
| 15.  | 15. | Koala Kuisine                |            | Chris Gilligan | Travis Braun                 | 2019. október 18.    |                |
| 15.  | 15. | Monkeying Around and Around  |            | Chris Gilligan | Travis Braun és Kent Redeker | 2019. október 18.    |                |
| 16.  | 16. | Bringing Back Baby           |            | Chris Gilligan | Becky Friedman               | 2019. november 8.    |                |
| 16.  | 16. | A Penguin in the Desert      |            | Chris Gilligan | Ron Holsey                   | 2019. november 8.    |                |
| 17.  | 17. | Out Foxed                    |            | Chris Gilligan | Brandon Violette             | 2019. november 22.   |                |
| 17.  | 17. | Elephant in the Room         |            | Chris Gilligan | Rick Suvalle                 | 2019. november 22.   |                |
| 18.  | 18. | Santa Baby                   |            | Chris Gilligan | Rick Suvalle                 | 2019. december 6.    |                |
| 18.  | 18. | Shear Madness                |            | Chris Gilligan | Amy Keating Rogers           | 2019. december 6.    |                |
| 19.  | 19. | Rock-A-Bye Birdie            |            | Chris Gilligan | Brandon Violette             | 2020. január 3.      |                |
| 19.  | 19. | The Fly-Along                |            | Chris Gilligan | Rick Suvalle                 | 2020. január 3.      |                |
| 20.  | 20. | The Valentine Spirit         |            | Chris Gilligan | Amy Keating Rogers           | 2020. január 24.     |                |
| 20.  | 20. | Shell Games                  |            | Chris Gilligan | Adam Beechen                 | 2020. január 24.     |                |
| 21.  | 21. | The Fastest Flier            |            | Chris Gilligan | Niki Lytton                  | 2020. február 21.    |                |
| 21.  | 21. | Best Friends Wherever        |            | Chris Gilligan | Becky Friedman               | 2020. február 21.    |                |
| 22.  | 22. | The Ultimate Easter Egg Hunt |            | Chris Gilligan | Brandon Violette             | 2020. március 13.    |                |
| 22.  | 22. | A Chewy Challenge            |            | Chris Gilligan | Becky Friedman               | 2020. március 13.    |                |
| 23.  | 23. | Night at the Nursery         |            | Chris Gilligan | Brandon Violette             | 2020. március 20.    |                |
| 23.  | 23. | Seas The Day                 |            | Chris Gilligan | Rick Suvalle                 | 2020. március 20.    |                |
| 24.  | 24. | Daddy Delivery               |            | Chris Gilligan | Rick Suvalle                 | 2020. június 19.     |                |
| 24.  | 24. | Junior Flier JP              |            | Chris Gilligan | Becky Friedman               | 2020. június 19.     |                |
| 25.  | 25. | Bringing This Family Home    |            | Chris Gilligan | Travis Braun                 | 2020. július 10.     |                |
| 25.  | 25. | Flight of the Penguin        |            | Chris Gilligan | Becky Friedman               | 2020. július 10.     |                |

### 2. évad
| Sor. | Év. | Eredeti cím                | Magyar cím | Rendezte       | Írta                              | Eredeti premier      | Magyar premier |
| ---- | --- | -------------------------- | ---------- | -------------- | --------------------------------- | -------------------- | -------------- |
| 26.  | 1.  | Puppy Problems             |            | Chris Gilligan | Travis Braun                      | 2020. augusztus 7.   |                |
| 26.  | 1.  | The Mighty Little Dragon   |            | Chris Gilligan | Rick Suvalle                      | 2020. augusztus 7.   |                |
| 27.  | 2.  | Mommy's Special Day        |            | Chris Gilligan | Becky Friedman                    | 2021. április 16.    |                |
| 27.  | 2.  | All Aboard Babies          |            | Chris Gilligan | Brandon Violette                  | 2020. augusztus 7.   |                |
| 28.  | 3.  | Mid-Air Care               |            | Chris Gilligan | David Shayne                      | 2020. augusztus 14.  |                |
| 28.  | 3.  | The Itsy Bitsy Baby        |            | Chris Gilligan | Becky Friedman                    | 2020. augusztus 14.  |                |
| 29.  | 4.  | The Big Little Baby        |            | Chris Gilligan | Rick Suvalle                      | 2020. augusztus 21.  |                |
| 29.  | 4.  | The Super Secret Mission   |            | Chris Gilligan | Niki Lytton                       | 2020. augusztus 21.  |                |
| 30.  | 5.  | Junior Junior Fliers       |            | Chris Gilligan | Brandon Violette                  | 2020. augusztus 28.  |                |
| 30.  | 5.  | Good Vibrations            |            | Chris Gilligan | Jeffrey King                      | 2020. augusztus 28.  |                |
| 31.  | 6.  | Mission to the Moon        |            | Chris Gilligan | Becky Friedman                    | 2020. szeptember 11. |                |
| 31.  | 6.  | Say Cheese                 |            | Chris Gilligan | Brandon Violette                  | 2020. szeptember 11. |                |
| 32.  | 7.  | The Ring Bear              |            | Chris Gilligan | Niki Lytton                       | 2020. szeptember 25. |                |
| 32.  | 7.  | Bull of Energy             |            | Chris Gilligan | Rick Suvalle                      | 2020. szeptember 25. |                |
| 33.  | 8.  | A Spooky Delivery          |            | Chris Gilligan | Jennifer Hamburg                  | 2020. október 2.     |                |
| 33.  | 8.  | Under One Roof             |            | Chris Gilligan | Brandon Violette                  | 2020. október 2.     |                |
| 34.  | 9.  | Far Far From Home          |            | Chris Gilligan | Rick Suvalle                      | 2020. november 6.    |                |
| 34.  | 9.  | Toy Trouble                |            | Chris Gilligan | Becky Friedman                    | 2020. november 6.    |                |
| 35.  | 10. | TOTSgiving                 |            | Chris Gilligan | Brandon Violette                  | 2020. november 13.   |                |
| 35.  | 10. | Woodbird's Wish            |            | Chris Gilligan | Niki Lytton                       | 2020. november 13.   |                |
| 36.  | 11. | The Magical Baby           |            | Chris Gilligan | Chelsea Beyl                      | 2020. november 20.   |                |
| 36.  | 11. | Loveys On The Loose        |            | Chris Gilligan | Brandon Violette                  | 2020. november 20.   |                |
| 37.  | 12. | Hug-A-Pip                  |            | Chris Gilligan | Becky Friedman                    | 2020. december 4.    |                |
| 37.  | 12. | Out of Control Tower       |            | Chris Gilligan | Rick Suvalle                      | 2020. december 4.    |                |
| 38.  | 13. | The Smiley-est Shark       |            | Chris Gilligan | Jennifer Hamburg                  | 2021. január 8.      |                |
| 38.  | 13. | The Super Duper Brother    |            | Chris Gilligan | Rick Suvalle                      | 2021. január 8.      |                |
| 39.  | 14. | Surfin' Birds              |            | Chris Gilligan | Brandon Violette                  | 2021. január 22.     |                |
| 39.  | 14. | Grandpa’s Great Adventure  |            | Chris Gilligan | Becky Friedman                    | 2021. január 22.     |                |
| 40.  | 15. | Sled Pup                   |            | Chris Gilligan | Becky Friedman                    | 2021. február 12.    |                |
| 40.  | 15. | Baby Boogie                |            | Chris Gilligan | Niki Lytton                       | 2021. február 12.    |                |
| 41.  | 16. | Listen to Your Llama       |            | Chris Gilligan | Rick Suvalle                      | 2021. február 19.    |                |
| 41.  | 16. | Swimming With Seals        |            | Chris Gilligan | Becky Friedman                    | 2021. február 19.    |                |
| 42.  | 17. | Go Baby Go                 |            | Chris Gilligan | Jennifer Hamburg                  | 2021. február 26.    |                |
| 42.  | 17. | Baby Freddy                |            | Chris Gilligan | Peter Gaffney                     | 2021. február 26.    |                |
| 43.  | 18. | Treasure Hunters           |            | Chris Gilligan | Brandon Violette                  | 2021. március 5.     |                |
| 43.  | 18. | Up Up and Oh No            |            | Chris Gilligan | Rick Suvalle                      | 2021. március 5.     |                |
| 44.  | 19. | Pajama Party               |            | Chris Gilligan | Rick Suvalle                      | 2021. március 12.    |                |
| 44.  | 19. | The Bunny Bunch            |            | Chris Gilligan | Sarah Eisenberg és Becky Wangberg | 2021. március 12.    |                |
| 45.  | 20. | Once Upon a Bedtime        |            | Chris Gilligan | Brandon Violette                  | 2021. március 19.    |                |
| 45.  | 20. | Thunder And Frightening    |            | Chris Gilligan | Niki Lytton                       | 2021. március 19.    |                |
| 46.  | 21. | Early Birds                |            | Chris Gilligan | Rick Suvalle                      | 2021. március 26.    |                |
| 46.  | 21. | Prank You Very Much        |            | Chris Gilligan | Becky Friedman                    | 2021. március 26.    |                |
| 47.  | 22. | Zebra Zebra                |            | Chris Gilligan | Karissa Valencia                  | 2021. április 30.    |                |
| 47.  | 22. | Snow Place Like Home       |            | Chris Gilligan | Brandon Violette                  | 2021. április 30.    |                |
| 48.  | 23. | Team Cutie Patooties       |            | Chris Gilligan | Brandon Violette                  | 2021. május 7.       |                |
| 48.  | 23. | The Adorable Artist        |            | Chris Gilligan | Jennifer Hamburg                  | 2021. május 7.       |                |
| 49.  | 24. | Home Tree Home             |            | Chris Gilligan | Niki Lytton                       | 2021. május 21.      |                |
| 49.  | 24. | Copy Cat                   |            | Chris Gilligan | Becky Friedman                    | 2021. május 21.      |                |
| 50.  | 25. | Mia Goes to School         |            | Chris Gilligan | Travis Braun                      | 2021. június 18.     |                |
| 50.  | 25. | Adventures in Tigersitting |            | Chris Gilligan | Guy Toubes                        | 2021. június 18.     |                |

### 3. évad
| Sor. | Év. | Eredeti cím                             | Magyar cím                      | Rendezte       | Írta                    | Eredeti premier      | Magyar premier |
| ---- | --- | --------------------------------------- | ------------------------------- | -------------- | ----------------------- | -------------------- | -------------- |
| 51.  | 1.  | Super Baby                              | Szuper bébi                     | Chris Gilligan | Brandon Violette        | 2021. július 9.      |                |
| 51.  | 1.  | Missing Mia                             | Mia, hiányzol!                  | Chris Gilligan | Travis Braun            | 2021. július 9.      |                |
| 52.  | 2.  | Wilburt Woodbird                        |                                 | Chris Gilligan | Niki Lytton             | 2021. július 16.     |                |
| 52.  | 2.  | A Nutty Delivery                        |                                 | Chris Gilligan | Ghia Godfree            | 2021. július 16.     |                |
| 53.  | 3.  | The Protective Papa                     | Az aggódó papa                  | Chris Gilligan | Brandon Violette        | 2021. július 23.     |                |
| 53.  | 3.  | Freddy and the Furchoos                 | Frédi tüsszergiás lesz          | Chris Gilligan | Elise Allen             | 2021. július 23.     |                |
| 54.  | 4.  | Flamingos On Ice                        | Flamingók a jégen               | Chris Gilligan | Niki Lytton             | 2021. július 30.     |                |
| 54.  | 4.  | Bodhi and the Birdie                    | Bodi és a madárka               | Chris Gilligan | John Huss               | 2021. július 30.     |                |
| 55.  | 5.  | Captain For A Day                       |                                 | Chris Gilligan | Niki Lytton             | 2021. augusztus 20.  |                |
| 55.  | 5.  | The Brightest Baby                      |                                 | Chris Gilligan | Brandon Violette        | 2021. augusztus 20.  |                |
| 56.  | 6.  | Manatee Out of Water                    | Ki a vízből, lamantin!          | Chris Gilligan | Duke Doyle és Matt Sax  | 2021. szeptember 10. |                |
| 56.  | 6.  | The Not-So-Spooky Spider                | A mégsem ijesztő pók            | Chris Gilligan | Dave Polsky             | 2021. szeptember 10. |                |
| 57.  | 7.  | Cute as a Button                        | A gombnyomogató                 | Chris Gilligan | Nick “Rocket” Rodriguez | 2021. szeptember 17. |                |
| 57.  | 7.  | It Takes A Village                      | Fogjunk össze!                  | Chris Gilligan | Brandon Violette        | 2021. szeptember 17. |                |
| 58.  | 8.  | Trunklebee's Day Off                    | Orr Manyi szabadnapja           | Chris Gilligan | Niki Lytton             | 2021. október 8.     |                |
| 58.  | 8.  | Happy Go Lucky                          | Mázli elutazik                  | Chris Gilligan | Robyn Brown             | 2021. október 8.     |                |
| 59.  | 9.  | Teeny Tiny Tot                          | Icipici Nyifi                   | Chris Gilligan | Brandon Violette        | 2021. október 22.    |                |
| 59.  | 9.  | Ava and the Egg                         | Éva és a tojás                  | Chris Gilligan | Scott Gray              | 2021. október 22.    |                |
| 60.  | 10. | Messin’ Around                          |                                 | Chris Gilligan | Ghia Godfree            | 2021. november 12.   |                |
| 60.  | 10. | Mia First                               |                                 | Chris Gilligan | Niki Lytton             | 2021. november 12.   |                |
| 61.  | 11. | The Ram-bunctious Baby                  |                                 | Chris Gilligan | Maria Escobedo          | 2021. november 26.   |                |
| 61.  | 11. | The Great Fredamingo                    |                                 | Chris Gilligan | Brandon Violette        | 2021. november 26.   |                |
| 62.  | 12. | Best Feathered Friends                  | A legjobb csőrös cimbik         | Chris Gilligan | Niki Lytton             | 2021. december 10.   |                |
| 62.  | 12. | The Prancing Pony                       | A szteppelő póni                | Chris Gilligan | James Eason Garcia      | 2021. december 10.   |                |
| 63.  | 13. | The Family Tree                         |                                 | Chris Gilligan | Brandon Violette        | 2021. december 17.   |                |
| 63.  | 13. | Freddy’s Never-Ending Birthday          |                                 | Chris Gilligan | Nick “Rocket” Rodriguez | 2021. december 17.   |                |
| 64.  | 14. | Roundup at the Cutie Corral             | Cuki boci terelés               | Chris Gilligan | Niki Lytton             | 2022. január 14.     |                |
| 64.  | 14. | Freddy's Flamazing School of Flamanners | Frédi flantasztikus flillemtana | Chris Gilligan | Ghia Godfree            | 2022. január 14.     |                |
| 65.  | 15. | Bubble Trouble                          |                                 | Chris Gilligan | James Eason Garcia      | 2022. január 21.     |                |
| 65.  | 15. | Builder Birds                           |                                 | Chris Gilligan | Brandon Violette        | 2022. január 21.     |                |
| 66.  | 16. | Oh Brother                              |                                 | Chris Gilligan | Ghia Godfree            | 2022. február 4.     |                |
| 66.  | 16. | Professor Good Guy                      |                                 | Chris Gilligan | Niki Lytton             | 2022. február 4.     |                |
| 67.  | 17. | The Helper-Bot 5000                     |                                 | Chris Gilligan | Peter Gaffney           | 2022. február 25.    |                |
| 67.  | 17. | When Squirrels Fly                      |                                 | Chris Gilligan | Ghia Godfree            | 2022. február 25.    |                |
| 68.  | 18. | Puppy Dog Eyes                          | Kutyusszemek                    | Chris Gilligan | Niki Lytton             | 2022. március 11.    |                |
| 68.  | 18. | Birds of a Feather, Stuck Together      | Csapatmunka                     | Chris Gilligan | James Eason Garcia      | 2022. március 11.    |                |
| 69.  | 19. | Tooth on the Loose                      | A kifogott fog                  | Chris Gilligan | Ghia Godfree            | 2022. március 25.    |                |
| 69.  | 19. | So Much To Sea                          | Tengernyi csoda                 | Chris Gilligan | Brandon Violette        | 2022. március 25.    |                |
| 70.  | 20. | Every Baby Loves Freddy                 |                                 | Chris Gilligan | Niki Lytton             | 2022. április 1.     |                |
| 70.  | 20. | Baby Bot                                |                                 | Chris Gilligan | James Eason Garcia      | 2022. április 1.     |                |
| 71.  | 21. | Super-Duper Switcheroo                  | Cserebere                       | Chris Gilligan | Brandon Violette        | 2022. április 22.    |                |
| 71.  | 21. | Best Bird Detectives                    | Nyomozó madarak                 | Chris Gilligan | Nick “Rocket” Rodriguez | 2022. április 22.    |                |
| 72.  | 22. | Biggest Lovey Ever                      |                                 | Chris Gilligan | Ghia Godfree            | 2022. április 29.    |                |
| 72.  | 22. | Family-versary                          |                                 | Chris Gilligan | Niki Lytton             | 2022. április 29.    |                |
| 73.  | 23. | Tommy Triplebeak                        |                                 | Chris Gilligan | James Eason Garcia      | 2022. május 20.      |                |
| 73.  | 23. | TOTS In Space                           |                                 | Chris Gilligan | Brandon Violette        | 2022. május 20.      |                |
| 74.  | 24. | Jingle Birds                            | Csengőmadarak                   | Chris Gilligan | Brandon Violette        | 2022. június 3.      |                |
| 74.  | 24. | The Iceberg Alley Winter Games          | Jéghegy téli olimpia            | Chris Gilligan | James Eason Garcia      | 2022. június 3.      |                |
| 75.  | 25. | Baby Fliers                             | Futárbabák                      | Chris Gilligan | Travis Braun            | 2022. június 10.     |                |
| 75.  | 25. | TOTS the Musical                        | Madármusical                    | Chris Gilligan | Niki Lytton             | 2022. június 10.     |                |

## A sorozat készítése
A Disney 2018 áprilisában rendelte be a sorozatot.